# Corazón Llanero
Corazón Llanero (también conocido como Corazón Llanero TV) fue un canal de televisión abierta venezolano de carácter cultural y musical, creado por el gobierno de Venezuela y lanzado al aire en 2016. Fue operado por la Fundación Corazón Llanero Multimedia, a través del Ministerio del Poder Popular para la Comunicación y la Información, y por consiguiente, integró al Sistema Bolivariano de Comunicación e Información (SiBCI), con sede en Caracas.
El canal fue reemplazado el 20 de junio de 2022 por un nuevo canal denominado ShowVen TV, el cual se le asemeja a otras televisoras musicales como MTV y HTV.

## Historia
El canal reemplazo a SIBICI HD el primer canal en HDTV de Venezuela que inició en 2012 y solo tenía 3 Programas y el resto videos Musicales.
El nombre e idea fue producto de una gira de conciertos del mismo nombre que el gobierno del presidente Nicolás Maduro promovió y se realizaba alrededor del país desde finales de 2015. El canal fue anunciado por Maduro el 2 de agosto de 2016 al ser lanzando el Movimiento Corazón Llanero, y es lanzado al aire el 24 de agosto del mismo año en la TDT. ocupando el lugar de SIBCI HD. 
Para mayo de 2017, el canal ampliaría su disponibilidad en casi todas las operadoras regionales de televisión en el país.
El 25 de junio de 2021, el canal regresaría a la parrilla de canales de SimpleTV.
El 20 de junio de 2022, el canal es renombrado y relanzado como ShowVen TV.

## Programación
Su programación primero se conformaría pon diversos Top 10 (particularmente de joropo, salsa y urbano), la gira de conciertos Corazón Llanero, algunas producciones de TVes (como Sábado de corazón, Rey Armas y sus amigos, etc.) y producciones en conjunto, como La viuda millonaria, además del seguimiento de la vida y la carrera de los artistas, siempre haciendo énfasis en la música llanera. En 2018 los top 10 fueron retirados de pantalla así como los videos de salsa, pop y urbano. Quedando solo su programación original.
El canal fue el primero del estado en tener toda su producción totalmente en HDTV. Realizaría diversas transmisiones en conjunto con TVes y demás canales tanto públicos como privados (Globovisión, Canal I, Etc.)

## Fundación Corazón Llanero
La Fundación Corazón Llanero tiene como centro el Teatro Junín de Caracas, y dispone de un estudio de grabación, sello discográfico, revista digital, sala de conciertos y una escuela de formación de talentos. La emisora de radio (lanzada a los pocos días que salió del aire la emisora Caracas 92.9 FM el 26 de agosto de 2017) fue relanzada como ShowVen FM en abril de 2022. Previo al cambio en el canal de televisión.